# گی‌یرمو نایلور
گی‌یرمو نایلور (انگلیسی: Guillermo Naylor; ۴ سپتامبر ۱۸۸۴ – نامشخص) چوگان‌باز اهل آرژانتین بود.

## فعالیت حرفه‌ای
نایلور به عنوان یکی از اعضای تیم ملی چوگان آرژانتین در بازی‌های المپیک تابستانی ۱۹۲۴ شرکت کرد و موفق به کسب مدال طلا شد. او در مسابقات نهایی که در تاریخ ۱۲ ژوئیه ۱۹۲۴ برگزار شد، در ترکیب تیم آرژانتین مقابل ایالات متحده آمریکا به میدان رفت و با نتیجه ۶ بر ۵ به پیروزی رسید.

## زندگی شخصی
نایلور در خانواده‌ای بریتانیایی-آرژانتینی در بوئنوس آیرس به دنیا آمد. پدرش، ادوارد نایلور، مهاجری انگلیسی بود که در صنعت کشتیرانی آرژانتین فعالیت می‌کرد. وی پس از بازنشستگی از چوگان، به مدیریت یک مزرعه اسب در استان انتري ريوز پرداخت.

## میراث
- نام او در تالار مشاهیر چوگان آرژانتین در سال ۱۹۶۰ ثبت شد.[۵]
- مسابقات سالانه «جام نایلور» بین تیم‌های جوانان آرژانتین و بریتانیا به افتخار او برگزار می‌شود.[۶]